# حشيشة الدود الشائعة
الدودية أو حَشِيشَةُ الدُود    الشَائِعَة أو الطانسة الشائعة أو حشيشة الملكة أو حَشِيشَةُ المُلُوك أو حَشِيشَةُ الشِفَاء أو الطرخشقون أو أسنان الاسد (الاسم العلمي: Tanacetum vulgare) (بالإنجليزية: Common Tansy)‏ هي نوع من النباتات يتبع جنس الطانسة من الفصيلة النجمية.